# Juri Alexandrowitsch Pobedonoszew
Juri Alexandrowitsch Pobedonoszew (russisch Юрий Александрович Победоносцев; * 7. Februarjul. / 20. Februar 1907greg. in Moskau; † 8. Oktober 1973 in Baku) war ein sowjetischer Raketenkonstrukteur und Hochschullehrer.

## Leben

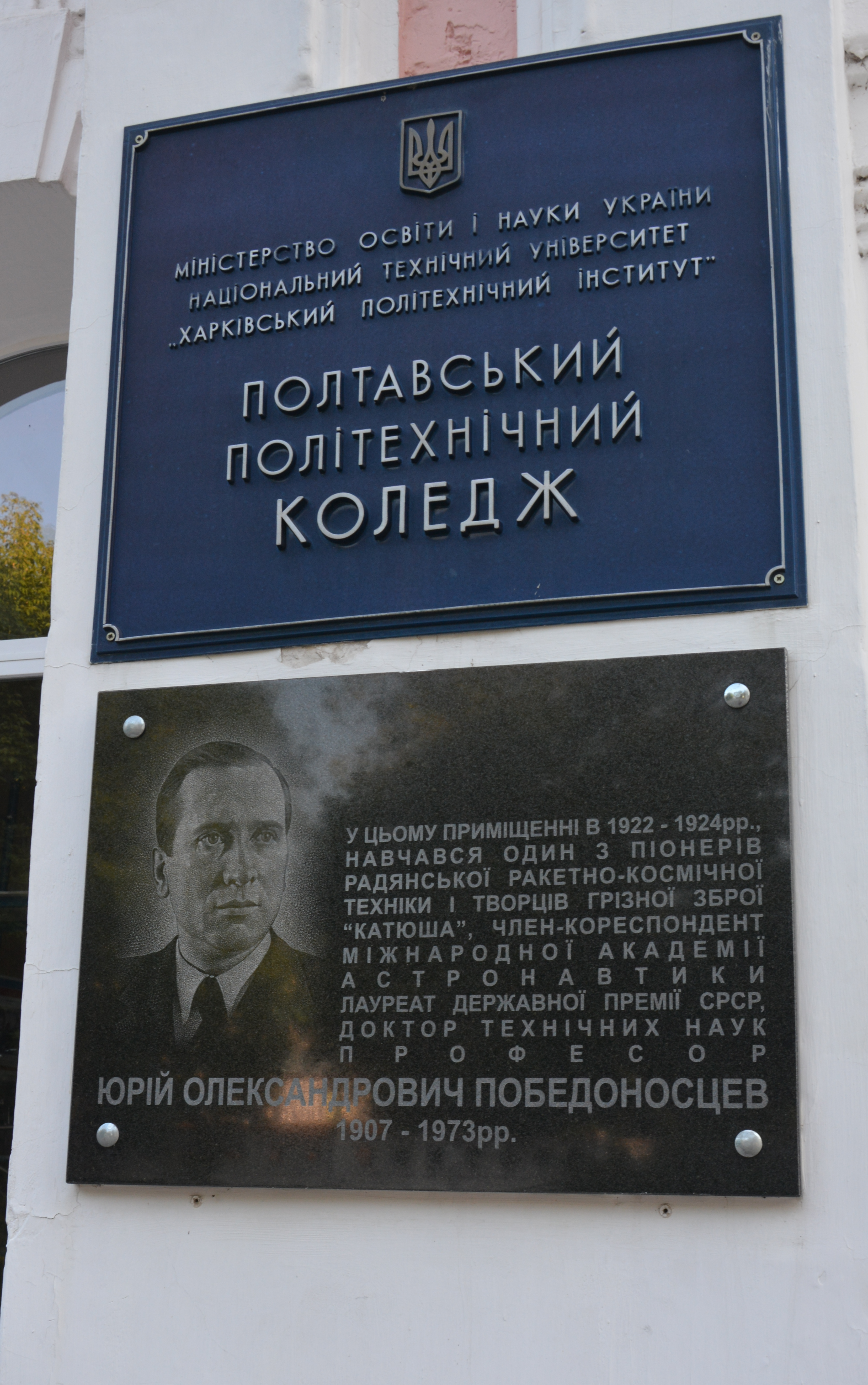
Pobedonoszew-Gedenktafel am Poltawaer Polytechnik-College

Pobedonoszew besuchte 1922–1924 die Industrie-Technik-Schule in Poltawa. Er arbeitete ab 1925 im Zentralen Aerohydrodynamischen Institut (ZAGI) bei Wladimir Wettschinkin und begann 1926 das Studium an der Moskauer Technischen Hochschule (MWTU), das er 1930 am Moskauer Staatlichen Luftfahrtinstitut abschloss.
1932 kam Pobedonoszew in die 1931 gegründete Gruppe zur Erforschung reaktiver Antriebe (GIRD), die 1933 in das neue Moskauer Raketen-Forschungsinstitut (RNII) eingegliedert wurde. Er arbeitete in der vom Raumfahrttechnik-Chefkonstrukteur Sergei Koroljow geleiteten Abteilung mit Walentin Gluschko, Michail Tichonrawow und dem Raumfahrtpionier Ari Sternfeld zusammen.
Viele RNII-Mitarbeiter wurden Opfer des Großen Terrors. Der Direktor Iwan Kleimjonow und der Chefingenieur Georgi Langemak wurden erschossen. Koroljow, Gluschko und viele andere wurden verbannt. Sternfeld wurde im Juli 1937 entlassen und blieb arbeitslos.
Pobedonoszew war an der Entwicklung des Mehrfachraketenwerfers Katjuscha beteiligt, der im Deutsch-Sowjetischen Krieg zum Einsatz kam und als Stalin-Orgel bekannt war. Er trug wesentlich zur Theorie der Pulververbrennung in der Raketenbrennkammer bei. Er formulierte ein Kriterium für die Verbrennungsstabilität, das als Pobedonoszew-Kriterium bekannt war.
Pobedonoszew arbeitete 1941–1950 an der MWTU und gründete zusammen mit Koroljow den Lehrstuhl für Ballistische Raketen, den er 1948–1950 leitete. 1949 wurde er zum Doktor der technischen Wissenschaften promoviert. Es folgte die Ernennung zum Professor.
Pobedonoszew arbeitete 1958–1968 im Forschungsinstitut NII-125, aus dem 1973 das Unternehmen Cojus für Forschung, Entwicklung und Produktion von Feststoffraketen entstand.
1968 wurde Pobedonoszew Korrespondierendes Mitglied der International Academy of Astronautics.
Als Pobedonoszew auf der internationalen Astronautik-Konferenz in Baku einen Vortrag halten wollte, starb er plötzlich am 8. Oktober 1973. Er wurde auf dem Moskauer Wagankowoer Friedhof begraben neben Wladimir Wachmistrow, der Pobedonoszews Schwester Marina Alexandrowna Pobedonoszewa geheiratet hatte.

## Ehrungen, Preise
- Stalinpreis II. Klasse (1941) für eine Flugzeugwaffenerfindung[1]
- Orden des Roten Sterns[1]
- Medaille „Für heldenmütige Arbeit im Großen Vaterländischen Krieg 1941–1945“
- Orden des Vaterländischen Krieges I. Klasse[1]
- Verdienter Wissenschafts- und Technik-Schaffender der RSFSR (1967)[1]
- Jubiläumsmedaille „Zum Gedenken an den 100. Geburtstag von Wladimir Iljitsch Lenin“
- Leninorden[1]
- Ehrenzeichen der Sowjetunion[1]